# Världsmästerskapet i basket för damer 2022
Världsmästerskapet i basket för damer 2022 var den 19:e upplagan av världsmästerskapet i basket för damer och avgjordes i Sydney, Australien den 22 september–1 oktober 2022.
Världsmästare blev USA som i finalen slog Kina med 83–61, den största poängskillnaden någonsin i en final.

## Gruppspel

### Grupp A
| Pos | Lag                     | SM | V | F | GP  | IP  | PS   | P  | Kvalificering |
| --- | ----------------------- | -- | - | - | --- | --- | ---- | -- | ------------- |
| 1   | USA                     | 5  | 5 | 0 | 536 | 305 | +231 | 10 | Slutspel      |
| 2   | Kina                    | 5  | 4 | 1 | 444 | 287 | +157 | 9  | Slutspel      |
| 3   | Belgien                 | 5  | 3 | 2 | 364 | 349 | +15  | 8  | Slutspel      |
| 4   | Puerto Rico             | 5  | 2 | 3 | 341 | 400 | −59  | 7  | Slutspel      |
| 5   | Sydkorea                | 5  | 1 | 4 | 346 | 494 | −148 | 6  |               |
| 6   | Bosnien och Hercegovina | 5  | 0 | 5 | 289 | 485 | −196 | 5  |               |

Alla tider är lokala (UTC +10)
| 22 september 2022 10:30 | Resultat | Bosnien och Hercegovina                         | 58–82 | Puerto Rico                                           |  | State Sports Centre, Sydney Publik: 767 Domare: Scott Beker (AUS), Yasmina Alcaraz (ESP), Daigo Urushima (JPN) |
| 22 september 2022 10:30 | Resultat | Resultat efter kvart: 16–31, 20–22, 9–16, 13–13 |       |                                                       |  | State Sports Centre, Sydney Publik: 767 Domare: Scott Beker (AUS), Yasmina Alcaraz (ESP), Daigo Urushima (JPN) |
| 22 september 2022 10:30 | Resultat | Pts: Jones 15 Rebs: Elez, Jones 8 Asts: Jones 4 |       | Pts: Guirantes 26 Rebs: Guirantes 9 Asts: Guirantes 8 |  | State Sports Centre, Sydney Publik: 767 Domare: Scott Beker (AUS), Yasmina Alcaraz (ESP), Daigo Urushima (JPN) |

| 22 september 2022 11:30 | Resultat | USA                                              | 87–72 | Belgien                                              |  | Allphones Arena, Sydney Publik: 2 277 Domare: Wojciech Liszka (POL), Andreia Silva (BRA), Ariadna Chueca (ESP) |
| 22 september 2022 11:30 | Resultat | Resultat efter kvart: 32–22, 16–17, 24–17, 15–16 |       |                                                      |  | Allphones Arena, Sydney Publik: 2 277 Domare: Wojciech Liszka (POL), Andreia Silva (BRA), Ariadna Chueca (ESP) |
| 22 september 2022 11:30 | Resultat | Pts: Stewart 22 Rebs: Thomas 7 Asts: Thomas 9    |       | Pts: Vanloo 13 Rebs: Linskens 10 Asts: tre spelare 4 |  | Allphones Arena, Sydney Publik: 2 277 Domare: Wojciech Liszka (POL), Andreia Silva (BRA), Ariadna Chueca (ESP) |

| 22 september 2022 17:30 | Resultat | Sydkorea                                        | 44–107 | Kina                                                 |  | Allphones Arena, Sydney Publik: 6 093 Domare: Maripier Malo (CAN), Christopher Reid (AUS), Martin Vulić (CRO) |
| 22 september 2022 17:30 | Resultat | Resultat efter kvart: 11–27, 9–27, 12–26, 12–27 |        |                                                      |  | Allphones Arena, Sydney Publik: 6 093 Domare: Maripier Malo (CAN), Christopher Reid (AUS), Martin Vulić (CRO) |
| 22 september 2022 17:30 | Resultat | Pts: Park J. 14 Rebs: An 4 Asts: tre spelare 2  |        | Pts: Li M., Yang 14 Rebs: Han 15 Asts: tre spelare 4 |  | Allphones Arena, Sydney Publik: 6 093 Domare: Maripier Malo (CAN), Christopher Reid (AUS), Martin Vulić (CRO) |

| 23 september 2022 10:30 | Resultat | Puerto Rico                                          | 42–106 | USA                                                  |  | State Sports Centre, Sydney Publik: 1 372 Domare: Yu Jung (TPE), Özlem Yalman (TUR), Joyce Muchenu (ZIM) |
| 23 september 2022 10:30 | Resultat | Resultat efter kvart: 11–27, 10–27, 6–26, 15–26      |        |                                                      |  | State Sports Centre, Sydney Publik: 1 372 Domare: Yu Jung (TPE), Özlem Yalman (TUR), Joyce Muchenu (ZIM) |
| 23 september 2022 10:30 | Resultat | Pts: Hollingshed 10 Rebs: Guirantes 6 Asts: Rosado 3 |        | Pts: Austin 19 Rebs: Austin 10 Asts: Atkins, Jones 5 |  | State Sports Centre, Sydney Publik: 1 372 Domare: Yu Jung (TPE), Özlem Yalman (TUR), Joyce Muchenu (ZIM) |

| 23 september 2022 13:00 | Resultat | Belgien                                                    | 84–61 | Sydkorea                                                 |  | State Sports Centre, Sydney Publik: 1 498 Domare: Scott Beker (AUS), Daigo Urushima (JPN), Amir Taboubi (TUN) |
| 23 september 2022 13:00 | Resultat | Resultat efter kvart: 26–12, 24–18, 19–20, 15–11           |       |                                                          |  | State Sports Centre, Sydney Publik: 1 498 Domare: Scott Beker (AUS), Daigo Urushima (JPN), Amir Taboubi (TUN) |
| 23 september 2022 13:00 | Resultat | Pts: Ben Abdelkader 17 Rebs: Meesseman 10 Asts: Allemand 8 |       | Pts: Kang 11 Rebs: An, Park J. 4 Asts: Kim D., Park J. 3 |  | State Sports Centre, Sydney Publik: 1 498 Domare: Scott Beker (AUS), Daigo Urushima (JPN), Amir Taboubi (TUN) |

| 23 september 2022 14:30 | Resultat | Kina                                            | 98–51 | Bosnien och Hercegovina                  |  | Allphones Arena, Sydney Publik: 986 Domare: Maj Forsberg (DEN), Julio Anaya (PAN), Sara El-Sharnouby (EGY) |
| 23 september 2022 14:30 | Resultat | Resultat efter kvart: 26–21, 24–10, 32–15, 16–5 |       |                                          |  | Allphones Arena, Sydney Publik: 986 Domare: Maj Forsberg (DEN), Julio Anaya (PAN), Sara El-Sharnouby (EGY) |
| 23 september 2022 14:30 | Resultat | Pts: Han 18 Rebs: Li Yue. 9 Asts: Li Yua. 7     |       | Pts: Jones 17 Rebs: Jones 9 Asts: Elez 5 |  | Allphones Arena, Sydney Publik: 986 Domare: Maj Forsberg (DEN), Julio Anaya (PAN), Sara El-Sharnouby (EGY) |

| 24 september 2022 14:30 | Resultat | USA                                              | 77–63 | Kina                                            |  | Allphones Arena, Sydney Publik: 9 447 Domare: Scott Beker (AUS), Viola Györgyi (NOR), Martin Vulić (CRO) |
| 24 september 2022 14:30 | Resultat | Resultat efter kvart: 18–13, 26–12, 12–22, 21–16 |       |                                                 |  | Allphones Arena, Sydney Publik: 9 447 Domare: Scott Beker (AUS), Viola Györgyi (NOR), Martin Vulić (CRO) |
| 24 september 2022 14:30 | Resultat | Pts: Wilson 20 Rebs: Stewart 9 Asts: Thomas 5    |       | Pts: Li M. 21 Rebs: Li Yue., Han 6 Asts: Wang 6 |  | Allphones Arena, Sydney Publik: 9 447 Domare: Scott Beker (AUS), Viola Györgyi (NOR), Martin Vulić (CRO) |

| 24 september 2022 18:00 | Resultat | Bosnien och Hercegovina                          | 66–99 | Sydkorea                                 |  | Allphones Arena, Sydney Publik: 1 072 Domare: Julio Anaya (PAN), Yu Jung (TPE), Ariadna Chueca (ESP) |
| 24 september 2022 18:00 | Resultat | Resultat efter kvart: 20–25, 17–20, 15–31, 14–23 |       |                                          |  | Allphones Arena, Sydney Publik: 1 072 Domare: Julio Anaya (PAN), Yu Jung (TPE), Ariadna Chueca (ESP) |
| 24 september 2022 18:00 | Resultat | Pts: Jones 21 Rebs: Jones 9 Asts: Tavić 6        |       | Pts: Kang 37 Rebs: Kang 8 Asts: Kim D. 8 |  | Allphones Arena, Sydney Publik: 1 072 Domare: Julio Anaya (PAN), Yu Jung (TPE), Ariadna Chueca (ESP) |

| 24 september 2022 20:30 | Resultat | Puerto Rico                                            | 65–68 | Belgien                                               |  | Allphones Arena, Sydney Publik: 1 189 Domare: Gatis Saliņš (LAT), Maripier Malo (CAN), Christopher Reid (AUS) |
| 24 september 2022 20:30 | Resultat | Resultat efter kvart: 11–12, 20–19, 17–18, 17–19       |       |                                                       |  | Allphones Arena, Sydney Publik: 1 189 Domare: Gatis Saliņš (LAT), Maripier Malo (CAN), Christopher Reid (AUS) |
| 24 september 2022 20:30 | Resultat | Pts: Guirantes 27 Rebs: Guirantes 10 Asts: Guirantes 4 |       | Pts: Linskens 24 Rebs: Linskens 13 Asts: Meesseman 11 |  | Allphones Arena, Sydney Publik: 1 189 Domare: Gatis Saliņš (LAT), Maripier Malo (CAN), Christopher Reid (AUS) |

| 26 september 2022 11:30 | Resultat | Belgien                                                   | 85–55 | Bosnien och Hercegovina                                   |  | Allphones Arena, Sydney Publik: 929 Domare: Scott Beker (AUS), Viola Györgyi (NOR), Yasmina Alcaraz (ESP) |
| 26 september 2022 11:30 | Resultat | Resultat efter kvart: 17–12, 20–10, 25–17, 23–16          |       |                                                           |  | Allphones Arena, Sydney Publik: 929 Domare: Scott Beker (AUS), Viola Györgyi (NOR), Yasmina Alcaraz (ESP) |
| 26 september 2022 11:30 | Resultat | Pts: Ben Adbelkader 18 Rebs: Meesseman 8 Asts: Allemand 9 |       | Pts: Elez, Tavić 13 Rebs: Jones 8 Asts: Džombeta, Tavić 2 |  | Allphones Arena, Sydney Publik: 929 Domare: Scott Beker (AUS), Viola Györgyi (NOR), Yasmina Alcaraz (ESP) |

| 26 september 2022 14:00 | Resultat | Sydkorea                                           | 69–145 | USA                                             |  | Allphones Arena, Sydney Publik: 1 522 Domare: Martin Vulić (CRO), Sara El-Sharnouby (EGY), Yana Nikogossyan (KAZ) |
| 26 september 2022 14:00 | Resultat | Resultat efter kvart: 21–32, 19–36, 12–38, 17–39   |        |                                                 |  | Allphones Arena, Sydney Publik: 1 522 Domare: Martin Vulić (CRO), Sara El-Sharnouby (EGY), Yana Nikogossyan (KAZ) |
| 26 september 2022 14:00 | Resultat | Pts: Park H. 17 Rebs: An 5 Asts: Kim D., Park H. 3 |        | Pts: Jones 24 Rebs: fyra spelare 8 Asts: Plum 9 |  | Allphones Arena, Sydney Publik: 1 522 Domare: Martin Vulić (CRO), Sara El-Sharnouby (EGY), Yana Nikogossyan (KAZ) |

| 26 september 2022 17:30 | Resultat | Kina                                                  | 95–60 | Puerto Rico                                         |  | Allphones Arena, Sydney Publik: 3 389 Domare: Maj Forsberg (DEN), Maripier Malo (CAN), Daigo Urushima (JPN) |
| 26 september 2022 17:30 | Resultat | Resultat efter kvart: 25–15, 26–10, 21–17, 23–18      |       |                                                     |  | Allphones Arena, Sydney Publik: 3 389 Domare: Maj Forsberg (DEN), Maripier Malo (CAN), Daigo Urushima (JPN) |
| 26 september 2022 17:30 | Resultat | Pts: Li Yue. 16 Rebs: Li Yue., Wang 8 Asts: Li Yua. 9 |       | Pts: San Antonio 19 Rebs: Vargas 6 Asts: Quiñones 3 |  | Allphones Arena, Sydney Publik: 3 389 Domare: Maj Forsberg (DEN), Maripier Malo (CAN), Daigo Urushima (JPN) |

| 27 september 2022 11:30 | Resultat | Puerto Rico                                                | 92–73 | Sydkorea                                  |  | Allphones Arena, Sydney Publik: 667 Domare: Gatis Saliņš (LAT), Viola Györgyi (NOR), Andreia Silva (BRA) |
| 27 september 2022 11:30 | Resultat | Resultat efter kvart: 28–10, 23–20, 21–17, 20–26           |       |                                           |  | Allphones Arena, Sydney Publik: 667 Domare: Gatis Saliņš (LAT), Viola Györgyi (NOR), Andreia Silva (BRA) |
| 27 september 2022 11:30 | Resultat | Pts: Hollingshed 29 Rebs: Hollingshed 12 Asts: Guirantes 5 |       | Pts: Kang 22 Rebs: Shin 5 Asts: Park H. 6 |  | Allphones Arena, Sydney Publik: 667 Domare: Gatis Saliņš (LAT), Viola Györgyi (NOR), Andreia Silva (BRA) |

| 27 september 2022 13:30 | Resultat | Kina                                              | 81–55 | Belgien                                            |  | State Sports Centre, Sydney Publik: 1 314 Domare: Wojciech Liszka (POL), Maripier Malo (CAN), Sara El-Sharnouby (EGY) |
| 27 september 2022 13:30 | Resultat | Resultat efter kvart: 17–14, 18–14, 19–17, 27–102 |       |                                                    |  | State Sports Centre, Sydney Publik: 1 314 Domare: Wojciech Liszka (POL), Maripier Malo (CAN), Sara El-Sharnouby (EGY) |
| 27 september 2022 13:30 | Resultat | Pts: Li M. 16 Rebs: Li Yue. 9 Asts: Yang, Wang 6  |       | Pts: Linskens 14 Rebs: Linskens 7 Asts: Allemand 4 |  | State Sports Centre, Sydney Publik: 1 314 Domare: Wojciech Liszka (POL), Maripier Malo (CAN), Sara El-Sharnouby (EGY) |

| 27 september 2022 14:00 | Resultat | USA                                              | 121–59 | Bosnien och Hercegovina                             |  | Allphones Arena, Sydney Publik: 1 293 Domare: Scott Beker (AUS), Daigo Urushima (JPN), Amir Taboubi (TUN) |
| 27 september 2022 14:00 | Resultat | Resultat efter kvart: 33–15, 30–16, 29–13, 29–15 |        |                                                     |  | Allphones Arena, Sydney Publik: 1 293 Domare: Scott Beker (AUS), Daigo Urushima (JPN), Amir Taboubi (TUN) |
| 27 september 2022 14:00 | Resultat | Pts: Plum 20 Rebs: Stewart 7 Asts: Gray, Plum 7  |        | Pts: Elez 19 Rebs: Jones 10 Asts: Deura, Džombeta 4 |  | Allphones Arena, Sydney Publik: 1 293 Domare: Scott Beker (AUS), Daigo Urushima (JPN), Amir Taboubi (TUN) |

### Grupp B
| Pos | Lag        | SM | V | F | GP  | IP  | PS   | P | Kvalificering |
| --- | ---------- | -- | - | - | --- | --- | ---- | - | ------------- |
| 1   | Australien | 5  | 4 | 1 | 390 | 308 | +82  | 9 | Slutspel      |
| 2   | Kanada     | 5  | 4 | 1 | 356 | 301 | +55  | 9 | Slutspel      |
| 3   | Serbien    | 5  | 3 | 2 | 332 | 330 | +2   | 8 | Slutspel      |
| 4   | Frankrike  | 5  | 3 | 2 | 318 | 296 | +22  | 8 | Slutspel      |
| 5   | Japan      | 5  | 1 | 4 | 316 | 333 | −17  | 6 |               |
| 6   | Mali       | 5  | 0 | 5 | 306 | 450 | −144 | 5 |               |

Alla tider är lokala (UTC +10)
| 22 september 2022 13:00 | Resultat | Kanada                                           | 67–60 | Serbien                                             |  | State Sports Centre, Sydney Publik: 1 248 Domare: Amy Bonner (USA), Maj Forsberg (DEN), Viola Györgyi (ROU) |
| 22 september 2022 13:00 | Resultat | Resultat efter kvart: 15–16, 23–12, 16–13, 13–19 |       |                                                     |  | State Sports Centre, Sydney Publik: 1 248 Domare: Amy Bonner (USA), Maj Forsberg (DEN), Viola Györgyi (ROU) |
| 22 september 2022 13:00 | Resultat | Pts: Alexander 13 Rebs: Achonwa 8 Asts: Nurse 3  |       | Pts: Anderson 18 Rebs: Krajišnik 8 Asts: Anderson 3 |  | State Sports Centre, Sydney Publik: 1 248 Domare: Amy Bonner (USA), Maj Forsberg (DEN), Viola Györgyi (ROU) |

| 22 september 2022 14:00 | Resultat | Japan                                                | 89–56 | Mali                                       |  | Allphones Arena, Sydney Publik: 2 490 Domare: Gatis Saliņš (LAT), Sara El-Sharnouby (EGY), Ryan Jones (NZL) |
| 22 september 2022 14:00 | Resultat | Resultat efter kvart: 21–18, 26–11, 19–15, 23–12     |       |                                            |  | Allphones Arena, Sydney Publik: 2 490 Domare: Gatis Saliņš (LAT), Sara El-Sharnouby (EGY), Ryan Jones (NZL) |
| 22 september 2022 14:00 | Resultat | Pts: Hirashita 17 Rebs: Tokashiki 7 Asts: Miyazaki 6 |       | Pts: N'Diaye 13 Rebs: Koné 14 Asts: Koné 4 |  | Allphones Arena, Sydney Publik: 2 490 Domare: Gatis Saliņš (LAT), Sara El-Sharnouby (EGY), Ryan Jones (NZL) |

| 22 september 2022 20:30 | Resultat | Australien                                             | 57–70 | Frankrike                                        |  | Allphones Arena, Sydney Publik: 9 291 Domare: Julio Anaya (PAN), Blanca Burns (USA), Johnny Batista (PUR) |
| 22 september 2022 20:30 | Resultat | Resultat efter kvart: 17–18, 14–14, 16–20, 10–18       |       |                                                  |  | Allphones Arena, Sydney Publik: 9 291 Domare: Julio Anaya (PAN), Blanca Burns (USA), Johnny Batista (PUR) |
| 22 september 2022 20:30 | Resultat | Pts: Allen 16 Rebs: tre spelare 7 Asts: fyra spelare 2 |       | Pts: Williams 23 Rebs: Michel 8 Asts: Fauthoux 6 |  | Allphones Arena, Sydney Publik: 9 291 Domare: Julio Anaya (PAN), Blanca Burns (USA), Johnny Batista (PUR) |

| 23 september 2022 12:00 | Resultat | Serbien                                         | 69–64 | Japan                                         |  | Allphones Arena, Sydney Publik: 583 Domare: Andreia Silva (BRA), Martin Vulić (CRO), Yasmina Alcaraz (ESP) |
| 23 september 2022 12:00 | Resultat | Resultat efter kvart: 24–9, 14–25, 16–12, 15–18 |       |                                               |  | Allphones Arena, Sydney Publik: 583 Domare: Andreia Silva (BRA), Martin Vulić (CRO), Yasmina Alcaraz (ESP) |
| 23 september 2022 12:00 | Resultat | Pts: Nogić 13 Rebs: Nogić 9 Asts: Anderson 8    |       | Pts: Takada 15 Rebs: Akaho 7 Asts: Miyazaki 6 |  | Allphones Arena, Sydney Publik: 583 Domare: Andreia Silva (BRA), Martin Vulić (CRO), Yasmina Alcaraz (ESP) |

| 23 september 2022 18:00 | Resultat | Frankrike                                                | 45–59 | Kanada                                                      |  | Allphones Arena, Sydney Publik: 1 763 Domare: Gatis Saliņš (LAT), Wojciech Liszka (POL), Johnny Batista (PUR) |
| 23 september 2022 18:00 | Resultat | Resultat efter kvart: 9–15, 8–14, 13–16, 15–14           |       |                                                             |  | Allphones Arena, Sydney Publik: 1 763 Domare: Gatis Saliņš (LAT), Wojciech Liszka (POL), Johnny Batista (PUR) |
| 23 september 2022 18:00 | Resultat | Pts: Williams 13 Rebs: Williams 8 Asts: Michel, Rupert 3 |       | Pts: Fields 17 Rebs: Alexander 14 Asts: Alexander, Colley 3 |  | Allphones Arena, Sydney Publik: 1 763 Domare: Gatis Saliņš (LAT), Wojciech Liszka (POL), Johnny Batista (PUR) |

| 23 september 2022 20:30 | Resultat | Mali                                             | 58–118 | Australien                                              |  | Allphones Arena, Sydney Publik: 3 563 Domare: Amy Bonner (USA), Blanca Burns (USA), Yana Nikogossyan (KAZ) |
| 23 september 2022 20:30 | Resultat | Resultat efter kvart: 12–23, 10–33, 23–36, 13–26 |        |                                                         |  | Allphones Arena, Sydney Publik: 3 563 Domare: Amy Bonner (USA), Blanca Burns (USA), Yana Nikogossyan (KAZ) |
| 23 september 2022 20:30 | Resultat | Pts: N'Diaye 15 Rebs: Koné 6 Asts: Koné 5        |        | Pts: Magbegor 15 Rebs: Blicavs 8 Asts: Madgen, Talbot 5 |  | Allphones Arena, Sydney Publik: 3 563 Domare: Amy Bonner (USA), Blanca Burns (USA), Yana Nikogossyan (KAZ) |

| 25 september 2022 14:30 | Resultat | Mali                                             | 59–74 | Frankrike                                          |  | Allphones Arena, Sydney Publik: 683 Domare: Wojciech Liszka (POL), Ryan Jones (NZL), Joyce Muchenu (ZIM) |
| 25 september 2022 14:30 | Resultat | Resultat efter kvart: 21–17, 11–25, 14–15, 13–17 |       |                                                    |  | Allphones Arena, Sydney Publik: 683 Domare: Wojciech Liszka (POL), Ryan Jones (NZL), Joyce Muchenu (ZIM) |
| 25 september 2022 14:30 | Resultat | Pts: Koné 18 Rebs: Koné 18 Asts: Haidara 3       |       | Pts: Williams 14 Rebs: Williams 7 Asts: Williams 6 |  | Allphones Arena, Sydney Publik: 683 Domare: Wojciech Liszka (POL), Ryan Jones (NZL), Joyce Muchenu (ZIM) |

| 25 september 2022 18:00 | Resultat | Australien                                       | 69–54 | Serbien                                            |  | Allphones Arena, Sydney Publik: 9 329 Domare: Maj Forsberg (DEN), Andreia Silva (BRA), Johnny Batista (PUR) |
| 25 september 2022 18:00 | Resultat | Resultat efter kvart: 18–10, 18–18, 17–15, 16–11 |       |                                                    |  | Allphones Arena, Sydney Publik: 9 329 Domare: Maj Forsberg (DEN), Andreia Silva (BRA), Johnny Batista (PUR) |
| 25 september 2022 18:00 | Resultat | Pts: Allen 16 Rebs: George 7 Asts: Tolo 5        |       | Pts: Anderson 16 Rebs: Anderson 7 Asts: Anderson 6 |  | Allphones Arena, Sydney Publik: 9 329 Domare: Maj Forsberg (DEN), Andreia Silva (BRA), Johnny Batista (PUR) |

| 25 september 2022 20:30 | Resultat | Japan                                                 | 56–70 | Kanada                                              |  | Allphones Arena, Sydney Publik: 4 781 Domare: Amy Bonner (USA), Gatis Saliņš (LAT), Blanca Burns (USA) |
| 25 september 2022 20:30 | Resultat | Resultat efter kvart: 12–20, 13–21, 14–20, 17–9       |       |                                                     |  | Allphones Arena, Sydney Publik: 4 781 Domare: Amy Bonner (USA), Gatis Saliņš (LAT), Blanca Burns (USA) |
| 25 september 2022 20:30 | Resultat | Pts: Takada 11 Rebs: Akaho 6 Asts: Miyazaki, Yasuma 5 |       | Pts: Carleton 19 Rebs: Alexander 11 Asts: Amihere 5 |  | Allphones Arena, Sydney Publik: 4 781 Domare: Amy Bonner (USA), Gatis Saliņš (LAT), Blanca Burns (USA) |

| 26 september 2022 13:30 | Resultat | Serbien                                          | 81–68 | Mali                                       |  | State Sports Centre, Sydney Publik: 247 Domare: Yu Jung (TPE), Özlem Yalman (TUR), Johnny Batista (PUR) |
| 26 september 2022 13:30 | Resultat | Resultat efter kvart: 25–25, 18–14, 19–11, 19–18 |       |                                            |  | State Sports Centre, Sydney Publik: 247 Domare: Yu Jung (TPE), Özlem Yalman (TUR), Johnny Batista (PUR) |
| 26 september 2022 13:30 | Resultat | Pts: Čađo 20 Rebs: Krajišnik 12 Asts: Anderson 9 |       | Pts: Koné 13 Rebs: Koné 11 Asts: Dembélé 3 |  | State Sports Centre, Sydney Publik: 247 Domare: Yu Jung (TPE), Özlem Yalman (TUR), Johnny Batista (PUR) |

| 26 september 2022 16:00 | Resultat | Frankrike                                         | 67–53 | Japan                                            |  | State Sports Centre, Sydney Publik: 429 Domare: Amy Bonner (USA), Gatis Saliņš (LAT), Andreia Silva (BRA) |
| 26 september 2022 16:00 | Resultat | Resultat efter kvart: 16–5, 13–21, 19–18, 19–9    |       |                                                  |  | State Sports Centre, Sydney Publik: 429 Domare: Amy Bonner (USA), Gatis Saliņš (LAT), Andreia Silva (BRA) |
| 26 september 2022 16:00 | Resultat | Pts: Williams 16 Rebs: Rupert 12 Asts: Fauthoux 8 |       | Pts: Miyazaki 13 Rebs: Takada 9 Asts: Miyazaki 4 |  | State Sports Centre, Sydney Publik: 429 Domare: Amy Bonner (USA), Gatis Saliņš (LAT), Andreia Silva (BRA) |

| 26 september 2022 20:30 | Resultat | Kanada                                           | 72–75 | Australien                                     |  | Allphones Arena, Sydney Publik: 6 801 Domare: Julio Anaya (PAN), Wojciech Liszka (POL), Blanca Burns (USA) |
| 26 september 2022 20:30 | Resultat | Resultat efter kvart: 23–14, 10–24, 24–13, 15–24 |       |                                                |  | Allphones Arena, Sydney Publik: 6 801 Domare: Julio Anaya (PAN), Wojciech Liszka (POL), Blanca Burns (USA) |
| 26 september 2022 20:30 | Resultat | Pts: Fields 17 Rebs: Alexander 11 Asts: Fields 3 |       | Pts: Magbegor 16 Rebs: Talbot 9 Asts: Talbot 8 |  | Allphones Arena, Sydney Publik: 6 801 Domare: Julio Anaya (PAN), Wojciech Liszka (POL), Blanca Burns (USA) |

| 27 september 2022 16:00 | Resultat | Mali                                                            | 65–88 | Kanada                                                  |  | State Sports Centre, Sydney Publik: 1 359 Domare: Maj Forsberg (DEN), Ryan Jones (NZL), Ariadna Chueca (ESP) |
| 27 september 2022 16:00 | Resultat | Resultat efter kvart: 16–33, 13–20, 17–17, 19–18                |       |                                                         |  | State Sports Centre, Sydney Publik: 1 359 Domare: Maj Forsberg (DEN), Ryan Jones (NZL), Ariadna Chueca (ESP) |
| 27 september 2022 16:00 | Resultat | Pts: Dembélé, N'Diaye 12 Rebs: Koné 10 Asts: Haidara, N'Diaye 3 |       | Pts: Carleton 27 Rebs: Alexander 14 Asts: tre spelare 4 |  | State Sports Centre, Sydney Publik: 1 359 Domare: Maj Forsberg (DEN), Ryan Jones (NZL), Ariadna Chueca (ESP) |

| 27 september 2022 17:30 | Resultat | Serbien                                              | 68–62 | Frankrike                                               |  | Allphones Arena, Sydney Publik: 2 862 Domare: Amy Bonner (USA), Johnny Batista (PUR), Blanca Burns (USA) |
| 27 september 2022 17:30 | Resultat | Resultat efter kvart: 24–17, 13–15, 16–14, 15–16     |       |                                                         |  | Allphones Arena, Sydney Publik: 2 862 Domare: Amy Bonner (USA), Johnny Batista (PUR), Blanca Burns (USA) |
| 27 september 2022 17:30 | Resultat | Pts: Anderson 18 Rebs: Krajišnik 13 Asts: Anderson 6 |       | Pts: Chartereau 16 Rebs: Williams 5 Asts: tre spelare 4 |  | Allphones Arena, Sydney Publik: 2 862 Domare: Amy Bonner (USA), Johnny Batista (PUR), Blanca Burns (USA) |

| 27 september 2022 20:30 | Resultat | Australien                                      | 71–54 | Japan                                            |  | Allphones Arena, Sydney Publik: 5 923 Domare: Julio Anaya (PAN), Martin Vulić (CRO), Yasmina Alcaraz (ESP) |
| 27 september 2022 20:30 | Resultat | Resultat efter kvart: 16–18, 20–16, 20–9, 15–11 |       |                                                  |  | Allphones Arena, Sydney Publik: 5 923 Domare: Julio Anaya (PAN), Martin Vulić (CRO), Yasmina Alcaraz (ESP) |
| 27 september 2022 20:30 | Resultat | Pts: Whitcomb 15 Rebs: George 9 Asts: Madgen 6  |       | Pts: Okoye 14 Rebs: Tokashiki 7 Asts: Miyazaki 5 |  | Allphones Arena, Sydney Publik: 5 923 Domare: Julio Anaya (PAN), Martin Vulić (CRO), Yasmina Alcaraz (ESP) |

## Slutspel
|  | Kvartsfinaler | Kvartsfinaler |              |    | Semifinaler | Semifinaler |  |  | Final | Final |
|  |               |               |              |    |             |             |  |  |       |       |
|  | 29 september  |               |              |    |             |             |  |  |       |       |
|  |               |               |              |    |             |             |  |  |       |       |
|  | Belgien       | 69            |              |    |             |             |  |  |       |       |
|  | Belgien       | 69            | 30 september |    |             |             |  |  |       |       |
|  | Australien    | 86            |              |    |             |             |  |  |       |       |
|  | Australien    | 86            | Australien   | 59 |             |             |  |  |       |       |
|  | 29 september  |               | Australien   | 59 |             |             |  |  |       |       |
|  |               | Kina          | 61           |    |             |             |  |  |       |       |
|  | Kina          | Kina          | 61           | 85 |             |             |  |  |       |       |
|  | Kina          |               | 1 oktober    | 85 |             |             |  |  |       |       |
|  | Frankrike     | 71            |              |    |             |             |  |  |       |       |
|  | Frankrike     | 71            | Kina         | 61 |             |             |  |  |       |       |
|  | 29 september  |               | Kina         | 61 |             |             |  |  |       |       |
|  |               | USA           | 83           |    |             |             |  |  |       |       |
|  | Puerto Rico   | USA           | 83           | 60 |             |             |  |  |       |       |
|  | Puerto Rico   | 30 september  |              | 60 |             |             |  |  |       |       |
|  | Kanada        | 79            |              |    |             |             |  |  |       |       |
|  | Kanada        | 79            | Kanada       | 43 |             |             |  |  |       |       |
|  | 29 september  |               | Kanada       | 43 |             |             |  |  |       |       |
|  |               | USA           | 83           |    | Bronsmatch  | Bronsmatch  |  |  |       |       |
|  | USA           | USA           | 83           | 88 | Bronsmatch  | Bronsmatch  |  |  |       |       |
|  | USA           |               | 1 oktober    | 88 |             |             |  |  |       |       |
|  | Serbien       | 55            |              |    |             |             |  |  |       |       |
|  | Serbien       | 55            | Australien   | 95 |             |             |  |  |       |       |
|  |               |               |              |    |             |             |  |  |       |       |
|  | Kanada        | 65            |              |    |             |             |  |  |       |       |
|  | Kanada        | 65            |              |    |             |             |  |  |       |       |

### Kvartsfinaler
Alla tider är lokala (UTC +10)
| 29 september 2022 12:00 | Resultat | USA                                             | 88–55 | Serbien                                        |  | Allphones Arena, Sydney Publik: 1 327 Domare: Gatis Saliņš (LAT), Scott Beker (AUS), Wojciech Liszka (POL) |
| 29 september 2022 12:00 | Resultat | Resultat efter kvart: 25–23, 25–10, 16–7, 22–15 |       |                                                |  | Allphones Arena, Sydney Publik: 1 327 Domare: Gatis Saliņš (LAT), Scott Beker (AUS), Wojciech Liszka (POL) |
| 29 september 2022 12:00 | Resultat | Pts: Plum 17 Rebs: Thomas 14 Asts: Thomas 7     |       | Pts: Anderson 14 Rebs: Raca 7 Asts: Anderson 7 |  | Allphones Arena, Sydney Publik: 1 327 Domare: Gatis Saliņš (LAT), Scott Beker (AUS), Wojciech Liszka (POL) |

| 29 september 2022 14:30 | Resultat | Puerto Rico                                              | 60–79 | Kanada                                          |  | Allphones Arena, Sydney Publik: 1 437 Domare: Julio Anaya (PAN), Viola Györgyi (NOR), Daigo Urushima (JPN) |
| 29 september 2022 14:30 | Resultat | Resultat efter kvart: 11–26, 12–18, 19–16, 18–19         |       |                                                 |  | Allphones Arena, Sydney Publik: 1 437 Domare: Julio Anaya (PAN), Viola Györgyi (NOR), Daigo Urushima (JPN) |
| 29 september 2022 14:30 | Resultat | Pts: Guirantes 19 Rebs: Hollingshed 12 Asts: Guirantes 3 |       | Pts: Nurse 17 Rebs: Alexander 13 Asts: Colley 6 |  | Allphones Arena, Sydney Publik: 1 437 Domare: Julio Anaya (PAN), Viola Györgyi (NOR), Daigo Urushima (JPN) |

| 29 september 2022 18:00 | Resultat | Kina                                             | 85–71 | Frankrike                                                |  | Allphones Arena, Sydney Publik: 6 241 Domare: Maj Forsberg (DEN), Martin Vulić (CRO), Blanca Burns (USA) |
| 29 september 2022 18:00 | Resultat | Resultat efter kvart: 25–25, 25–14, 16–19, 19–13 |       |                                                          |  | Allphones Arena, Sydney Publik: 6 241 Domare: Maj Forsberg (DEN), Martin Vulić (CRO), Blanca Burns (USA) |
| 29 september 2022 18:00 | Resultat | Pts: Li M. 23 Rebs: Han 9 Asts: Li Yua. 7        |       | Pts: Fauthoux 19 Rebs: Michel 6 Asts: Michel, Williams 6 |  | Allphones Arena, Sydney Publik: 6 241 Domare: Maj Forsberg (DEN), Martin Vulić (CRO), Blanca Burns (USA) |

| 29 september 2022 20:30 | Resultat | Belgien                                            | 69–86 | Australien                                            |  | Allphones Arena, Sydney Publik: 8 421 Domare: Amy Bonner (USA), Maripier Malo (CAN), Johnny Batista (PUR) |
| 29 september 2022 20:30 | Resultat | Resultat efter kvart: 16–26, 21–26, 11–20, 21–14   |       |                                                       |  | Allphones Arena, Sydney Publik: 8 421 Domare: Amy Bonner (USA), Maripier Malo (CAN), Johnny Batista (PUR) |
| 29 september 2022 20:30 | Resultat | Pts: Allemand 15 Rebs: Linskens 5 Asts: Allemand 7 |       | Pts: George 19 Rebs: Blicavs, George 9 Asts: Talbot 9 |  | Allphones Arena, Sydney Publik: 8 421 Domare: Amy Bonner (USA), Maripier Malo (CAN), Johnny Batista (PUR) |

### Semifinaler
| 30 september 2022 17:00 | Resultat | Kanada                                                       | 43–83 | USA                                          |  | Allphones Arena, Sydney Publik: 5 661 Domare: Julio Anaya (PAN), Andreia Silva (BRA), Viola Györgyi (NOR) |
| 30 september 2022 17:00 | Resultat | Resultat efter kvart: 7–27, 14–18, 8–22, 14–16               |       |                                              |  | Allphones Arena, Sydney Publik: 5 661 Domare: Julio Anaya (PAN), Andreia Silva (BRA), Viola Györgyi (NOR) |
| 30 september 2022 17:00 | Resultat | Pts: Amihere 8 Rebs: Carleton, Kyei 5 Asts: Achonwa, König 2 |       | Pts: Stewart 17 Rebs: Wilson 12 Asts: Gray 8 |  | Allphones Arena, Sydney Publik: 5 661 Domare: Julio Anaya (PAN), Andreia Silva (BRA), Viola Györgyi (NOR) |

| 30 september 2022 19:30 | Resultat | Australien                                                | 59–61 | Kina                                  |  | Allphones Arena, Sydney Publik: 11 916 Domare: Gatis Saliņš (LAT), Wojciech Liszka (POL), Martin Vulić (CRO) |
| 30 september 2022 19:30 | Resultat | Resultat efter kvart: 17–13, 13–23, 14–11, 15–14          |       |                                       |  | Allphones Arena, Sydney Publik: 11 916 Domare: Gatis Saliņš (LAT), Wojciech Liszka (POL), Martin Vulić (CRO) |
| 30 september 2022 19:30 | Resultat | Pts: Whitcomb 15 Rebs: Talbot 10 Asts: Talbot, Whitcomb 3 |       | Pts: Han 19 Rebs: Han 11 Asts: Yang 4 |  | Allphones Arena, Sydney Publik: 11 916 Domare: Gatis Saliņš (LAT), Wojciech Liszka (POL), Martin Vulić (CRO) |

### Bronsmatch
| 1 oktober 2022 13:00 | Resultat | Australien                                       | 95–65 | Kanada                                       |  | Allphones Arena, Sydney Publik: 9 454 Domare: Amy Bonner (USA), Maj Forsberg (DEN), Blanca Burns (USA) |
| 1 oktober 2022 13:00 | Resultat | Resultat efter kvart: 27–21, 24–22, 20–11, 24–11 |       |                                              |  | Allphones Arena, Sydney Publik: 9 454 Domare: Amy Bonner (USA), Maj Forsberg (DEN), Blanca Burns (USA) |
| 1 oktober 2022 13:00 | Resultat | Pts: Jackson 30 Rebs: Talbot 8 Asts: Talbot 8    |       | Pts: Nurse 19 Rebs: Amihere 5 Asts: Fields 4 |  | Allphones Arena, Sydney Publik: 9 454 Domare: Amy Bonner (USA), Maj Forsberg (DEN), Blanca Burns (USA) |

### Final
| 1 oktober 2022 16:00 | Resultat | Kina                                             | 61–83 | USA                                        |  | Allphones Arena, Sydney Publik: 15 895 Domare: Gatis Saliņš (LAT), Julio Anaya (PAN), Wojciech Liszka (POL) |
| 1 oktober 2022 16:00 | Resultat | Resultat efter kvart: 13–18, 20–25, 14–25, 14–15 |       |                                            |  | Allphones Arena, Sydney Publik: 15 895 Domare: Gatis Saliņš (LAT), Julio Anaya (PAN), Wojciech Liszka (POL) |
| 1 oktober 2022 16:00 | Resultat | Pts: Li Yue. 19 Rebs: Li Yue. 12 Asts: Yang 4    |       | Pts: Wilson 19 Rebs: Thomas 9 Asts: Gray 8 |  | Allphones Arena, Sydney Publik: 15 895 Domare: Gatis Saliņš (LAT), Julio Anaya (PAN), Wojciech Liszka (POL) |